# Малая Тарка
Ма́лая Та́рка — деревня в Павловском районе Нижегородской области России. Входит в Павловский муниципальный округ.

## История
В 2019 году планировалось отремонтировать дорогу. До мая 2020 года деревня входила в состав Абабковского сельсовета. После его упразднения входит в муниципальное образование Павловский муниципальный округ Нижегородской области.

## География
Находится в северо-западной части Приволжской возвышенности, по реке Каски, правого притока Оки, в пригородной зоне города Павлово.
Климат
Климат в деревне, как и во всем районе, умеренно континентальный, с холодной зимой и тёплым летом.

## Население
| 2002 | 2010 |
| ---- | ---- |
| 118  | ↗125 |

## Инфраструктура
Дачи. Личное подсобное хозяйство.

## Транспорт
Автомобильный и железнодорожный транспорт. Проходит автодорога Павлово-Гомзово (идентификационный номер 22 ОП М3 22Н-3105). Остановка общественного транспорта «Малая Тарка». Автобусы маршрутов
122, 132 (на ноябрь 2021). В пешей доступности ж/д станция Северный.